# Volo Cubana de Aviación 455
Il volo Cubana CU-455 è stato un volo della compagnia Cubana de Aviación proveniente dalle Barbados e diretto in Giamaica, precipitato in seguito ad un attacco terroristico il 6 ottobre 1976.
Tutte le 73 persone a bordo del Douglas DC-8 morirono in quello che fu il più grave attacco terroristico aereo dell'emisfero occidentale. Nell'attentato furono utilizzati due ordigni temporizzati, generalmente considerati a base di dinamite od esplosivo C-4. Le testimonianze misero in relazione all'attentato alcuni membri in esilio dell'opposizione cubana a Fidel Castro con appoggi nella CIA e membri della polizia segreta venezuelana DISIP.
Dopo l'attentato sorsero ben presto complicazioni politiche, allorquando il governo cubano accusò il governo statunitense di essere direttamente coinvolto nell'attacco. Alcuni documenti della CIA resi pubblici nel 2005 indicano che l'agenzia "ebbe informazioni concrete, fin dal giugno 1976, di progetti per un attentato aereo da parte di gruppi terroristici cubani in esilio" L'ex-agente Luis Posada Carriles nega un coinvolgimento diretto ma fornisce numerosi dettagli riguardo all'incidente nel suo libro "Caminos del Guerrero" (Way of the Warrior).
Quattro persone furono arrestate in seguito all'attentato ed un processo ebbe luogo in Venezuela: Freddy Lugo ed Hernan Ricardo Lozano furono condannati a 20 anni di prigione; Orlando Bosch fu assolto a causa di errori tecnici nella presentazione dei capi d'accusa, ed attualmente vive a Miami; mentre Luis Posada Carriles fu detenuto per otto anni in attesa della sentenza prima di fuggire. Più tardi entrò negli Stati Uniti, dove fu arrestato con l'accusa di immigrazione clandestina, per poi essere successivamente rilasciato il 19 aprile 2007.

## Incidente
Il 6 ottobre 1976, il volo CU-455 era previsto in partenza dalla Guyana alla volta dell'Avana, Cuba, via Trinidad, Barbados, e Kingston. Alle 17:24, nove minuti dopo la partenza dall'aeroporto Seawell, nelle Barbados, a un'altitudine di circa 5500 metri (18,000 piedi), un ordigno collocato nelle toilette presenti in coda esplose. Il comandante, Wilfredo Pérez Pérez, comunicò alla torre di controllo: "Abbiamo avuto un'esplosione a bordo, stiamo perdendo quota! ... Abbiamo un incendio a bordo! Richiediamo un atterraggio di emergenza!".
L'aereo perse rapidamente quota, mentre i piloti tentarono invano di riportarlo verso l'aeroporto di Seawell. Un secondo ordigno deflagrò nei minuti successivi, causando lo schianto dell'aereo stesso. Quando si resero conto che un atterraggio d'emergenza era impossibile, i piloti portarono l'aereo in mare aperto, lontano dalla costa, contribuendo a salvare la vita di molte persone a terra. Tutto ciò avvenne a circa 8 km dall'aeroporto. Tutti i 48 passeggeri ed i 25 membri dell'equipaggio presenti a bordo perirono: 57 di essi erano cubani, 11 originari della Guyana, e 5 della Corea del Nord. Tra di essi erano imbarcati i 24 membri della nazionale giovanile di scherma cubana, di ritorno dai Campionati Centramericani e Caraibici.
Anche alcuni membri del governo cubano si trovavano a bordo dell'aeromobile; tra essi: Manuel Permuy Hernández, direttore dell'Istituto Nazionale dello Sport (INDER); Jorge de la Nuez Suárez, segretario della Caribbean Shrimping Fleet; Alfonso González, commissario nazionale per gli sport di tiro; e Domingo Chacón Coello, agente del Ministero dell'interno. Tra gli 11 passeggeri originari della Guyana, vi erano studenti di medicina e la moglie di un diplomatico della Guyana. I coreani erano quattro ufficiali governativi e un cineoperatore.

## Procedimento giudiziario

### Arresti
Alcune ore dopo l'esplosione, le autorità di Trinidad arrestarono Freddy Lugo ed Hernan Ricardo Lozano, due venezuelani che si erano imbarcati a Trinidad per un volo fino a Cuba, ma che scesero dall'aereo alle Barbados, per fare ritorno con un altro volo a Trinidad. Ricardo aveva viaggiato sotto la falsa identità di José Vázquez García. Lugo e Ricardo confessarono, e dichiararono di aver agito agli ordini di Luis Posada Carriles. La loro testimonianza, insieme ad altre prove, coinvolse Posada ed un altro venezuelano, Orlando Bosch.
Il 14 ottobre 1976, Posada e Bosch vennero arrestati a Caracas e gli uffici della Investigaciones Comerciales e Industriales C.A. (ICICA), un'agenzia privata di investigazioni di proprietà di Posada, furono perquisiti. Vi vennero trovate armi, esplosivi e radio trasmittenti. Ricardo, all'epoca dell'attentato, era un dipendente della ICICA, mentre Lugo lavorava come fotografo per conto del Ministero per gli Idrocarburi e le Fonti Minerarie.
Il 20 ottobre, le autorità di Trinidad, Cuba, Barbados, Guyana e Venezuela si riunirono a Port of Spain e presero la decisione di istruire il processo in Venezuela, dal momento che tutti e quattro gli accusati erano cittadini venezuelani. Subito dopo questo accordo, Lugo e Ricardo furono estradati in Venezuela.

### Processo militare
Il 25 agosto 1977, il giudice Delia Estava Moreno rinviò il caso ad un tribunale militare, accusando i quattro imputati di tradimento. Nel settembre 1980, un giudice militare venezuelano assolse i quattro accusati.
Il pubblico ministero fece appello, argomentando che un tribunale militare non poteva giudicare gli imputati per due motivi: nessuno degli accusati risultava appartenente ad organismi militari nel 1976, ed il crimine qualificato come omicidio od omicidio aggravato non poteva essere giudicato da un tribunale militare. La Corte d'Appello Militare concordò e dichiarò il caso invalido per la giurisdizione militare, rendendo nulla la sentenza di assoluzione. Il giudice dichiarò che gli accusati "sono dei civili e i crimini di cui sono imputati sono regolati dal codice penale (e non militare)... I civili ed i crimini comuni non sono soggetti alle disposizioni del Codice Militare di Giustizia...".

### Processo civile
I quattro accusati furono rimandati dinanzi a un tribunale civile con l'accusa di omicidio aggravato e tradimento. L'8 agosto 1985, il giudice Alberto Perez Marcano della undicesima Corte Penale giudicò colpevoli Lugo e Ricardo, condannandoli a 20 anni di carcere. Il giudice ridusse la pena alla minima prevista "a causa delle circostanze attenuanti dovute alla mancanza di precedenti penali" degli imputati. Orlando Bosch fu assolto, perché le prove raccolte dalle autorità delle Barbados durante la fase investigativa non potevano essere utilizzate in un processo di un tribunale venezuelano, poiché furono presentate in ritardo e senza traduzione in spagnolo.
Posada fuggì dal penitenziario di San Juan de los Morros alla vigilia del pronunciamento della sentenza. Era stato trasferito in questo carcere in seguito a due precedenti tentativi di evasione. Le autorità venezuelane furono accusate di essere implicate nella sua fuga. Dopo l'evasione nessun verdetto fu emesso, poiché, secondo il Codice Penale venezuelano, i processi giudiziari non possono procedere senza la presenza dell'imputato. La Corte emise un mandato di arresto per Posada.

### Periodo successivo
Un nuovo giudice ordinò che il caso fosse rivisto da un ulteriore tribunale, ma il governo venezuelano rifiutò un ulteriore appello, e nel novembre 1987 Bosch venne rilasciato. Egli aveva trascorso 11 anni in carcere benché fosse stato assolto due volte. Lugo e Lozano vennero rilasciati nel 1993 e continuano a risiedere in Venezuela. Posada fuggì a Panama e successivamente negli Stati Uniti. Nell'aprile del 2005, fu spiccato un nuovo mandato di cattura per Posada in relazione all'attentato sul volo 455, dal governo di Hugo Chávez.
Tuttavia, un giudice statunitense per l'immigrazione ha stabilito che Posada non possa essere estradato né a Cuba né in Venezuela perché, in queste nazioni, potrebbe essere sottoposto a tortura. Nel 2007, il membro del Congresso Bill Delahunt e Jose Pertierra, un avvocato dell'immigrazione che rappresenta il governo del Venezuela, hanno sostenuto che per Posada l'estradizione sarebbe possibile. Ciò sulla base della pratica adottata dagli Stati Uniti, di catturare e trasportare sospetti terroristi in paesi come la Siria e l'Egitto, paesi nei quali viene praticata la tortura; quindi il governo statunitense potrebbe estradare Posada, ovvero un terrorista, a Cuba o nel Venezuela.
Bosch, una volta liberato dalle autorità venezuelane, raggiunse gli Stati Uniti, assistito dall'ambasciatore statunitense in Venezuela Otto Reich; ivi fu arrestato per violazione della libertà vigilata. Bosch fu graziato per tutti i reati commessi in territorio statunitense dal presidente George H. W. Bush il 18 luglio 1990 su richiesta del figlio Jeb Bush, che divenne più tardi Governatore della Florida; questo atto avvenne nonostante le obiezioni da parte del Dipartimento della Difesa statunitense per cui Bosch rappresentava uno dei più pericolosi terroristi in attività
Nel 2005, Posada fu accusato dalle autorità federali in Texas di presenza illegale sul territorio nazionale, prima che le accuse decadessero l'8 maggio 2007. Il suo rilascio su cauzione, avvenuto il 19 aprile 2007, portò a forti reazioni dei governi cubano e venezuelano. Il Dipartimento di Giustizia raccomandò la corte di mantenerlo in uno stato di carcerazione poiché egli rappresentava "un riconosciuto organizzatore di complotti ed attacchi terroristici", e quindi un concreto rischio per la comunità.
Il 28 settembre 2005 un giudice per l'immigrazione statunitense ha stabilito che Posada non possa essere estradato a causa del concreto rischio di tortura nel caso rientrasse in Venezuela.

## Informazioni da parte della FBI e CIA
(Jose Luis Mendez, autore di molti libri sugli attivisti anticastristi)
Luis Posada Carriles, un cubano naturalizzato venezuelano, è stato il Direttore del Controspionaggio nella struttura venezuelana equivalente all'FBI, la DISIP, dal 1967 al 1974. Un documento del governo statunitense, reso noto tramite il FOIA, conferma i rapporti di Posada con la CIA: "Luis Posada, con cui la CIA ha un interesse operativo - Posada riceve approssimativamente $300 al mese dalla CIA". Posada è stato pesantemente coinvolto con i gruppi anti-castristi di destra, in particolare con il Cuban-American National Foundation (CANF) e con il Coordinadora de Organizaciones Revolucionarias Unidas (Coordination of United Revolutionary Organizations - CORU), guidati all'epoca da Orlando Bosch.
Stando ai documenti, Posada concluse la sua collaborazione con la CIA nel 1974, ma rimase in relazioni occasionali fino al giugno 1976, pochi mesi prima dell'attentato al volo 455. La CIA era in possesso di informazioni concrete, prima del giugno 1976, su un possibile piano, da parte di gruppi terroristici di esuli cubani, per far esplodere un volo di linea cubano, e l'addetto FBI a Caracas ebbe numerosi contatti con uno dei venezuelani che pose l'ordigno sull'aereo, e fornì a questi un visto per gli Stati Uniti cinque giorni prima dell'esplosione, nonostante i sospetti che fosse coinvolto in attività terroristiche sotto il comando di Luis Posada Carriles.
Un documento della CIA declassificato, datato 12 ottobre 1976, pochi giorni dopo l'attentato, riporta le affermazioni di Posada, appena alcuni giorni dopo un incontro per la ricerca di fondi per il CORU tenutosi il 15 settembre, "Noi stiamo per colpire un volo di linea cubano...Orlando conosce i dettagli" (Commento della fonte: Le identità di "Noi" ed "Orlando" non erano note all'epoca dei fatti.).
Un documento declassificato dell'FBI, datato 21 ottobre 1976, riporta che il membro del CORU Secundino Carrera ammise che il CORU "era responsabile per l'attentato dell'DC-8 di linea della Cubana Airlines, esploso il 6 ottobre 1976... questo attentato e le conseguenti morti erano pienamente giustificati dal fatto che il CORU era in guerra contro il regime di Fidel Castro." Carrera esprimeva anche la soddisfazione per l'attenzione che si era indirizzata agli Stati Uniti dopo l'accaduto, distogliendola da lui stesso e dal suo gruppo.
Documenti resi noti dal National Security Archive il 3 maggio 2007 rivelano i coinvolgimenti di Posada nell'attentato del 1976 e ad altri attacchi terroristici, inclusi quelli all'ufficio della British West Indian Airways nelle Barbados e quello all'ambasciata della Guyana a Trinidad.
"Questi documenti portano ulteriori prove delle responsabilità di Posada nel tentativo violento di destabilizzare il governo socialista di Castro", sostiene Peter Kornbluh, direttore del Progetto di Documentazione su Cuba del National Security Archive. L'archivio rappresenta un'organizzazione di ricerca indipendente con sede alla George Washington University.

### Caraibici
In memoria delle persone perite nell'attentato venne eretto un monumento a Saint James, nelle Barbados; esso venne visitato più volte da Fidel Castro, compresa una visita effettuata durante i lavori dell'incontro del CARICOM nel dicembre 2005, durante la quale funzionari cubani auspicarono che Posada fosse "assicurato alla giustizia così da porre termine a questo gravissimo incidente che ha portato così tanto dolore agli abitanti di questa regione." Dal 2008 un altro monumento è in costruzione a Georgetown (Guyana) ed è collocata alla congiunzione delle vie Camp e Lamaha.